# NGC 6497
NGC 6497 (NGC 6498) é uma galáxia espiral barrada (SBb) localizada na direcção da constelação de Draco. Possui uma declinação de +59° 28' 16" e uma ascensão recta de 17 horas, 51 minutos e 17,8 segundos.
A galáxia NGC 6497 foi descoberta em 16 de Setembro de 1885 por Lewis A. Swift.